# Frita
Una frita és una barreja de diversos components minerals i productes químics de granulometria bastant fina que fonen en un forn a 1400-1500 °C i donen origen a una colada més o menys viscosa. El procés de preparació de les frites (fusió i solidificació) es duu a terme en les empreses especialitzades en la fabricació de frites i esmalts ceràmics, que distribueixen el material a les empreses fabricants de taulells; aquestes últimes únicament s'encarreguen de triturar les frites i barrejar-les amb aigua en un molí per tal d'obtindre'n una pasta viscosa (barbotina) apta per a ser aplicada sobre el taulell a esmaltar.
L'ús de les frites aporta avantatges específics que justifiquen en l'actualitat l'ús exclusiu de materials fritats en la composició dels esmalts per a revestiment i l'increment del contingut d'aquests en la formació del vidriat per a paviment; entre aquests avantatges podem citar que amb una composició idèntica, les matèries primeres fritades fonen i maduren a temperatura més baixa i presenten cicles de cocció més curts que els materials no fritats, i que els primers confereixen a l'esmalt una textura superficial més suau i lluent que no pas els segons.
Hui dia el sector de frites, esmalts i colors és el més avançat des del punt de vista tecnològic de tots els que componen la indústria ceràmica de la Plana i és sens dubte gràcies a la seua tasca investigadora i d'avantguarda que la indústria taulellera de la comarca ha arribat a les actuals quotes d'estabilitat i maduresa.